# Corps Germania Hohenheim
Das Corps Germania Hohenheim ist seit seiner Gründung 1871 eine Vereinigung von Studenten und ehemaligen Studenten, die an der Universität Hohenheim, der Universität Stuttgart und der Hochschule für Wirtschaft und Umwelt Nürtingen-Geislingen studiert haben. Germania Hohenheim ist ein Corps im Weinheimer Senioren-Convent (WSC).

## Couleur
Die Mitglieder des Corps Germania Hohenheim tragen Couleur: Das Band in den Farben Schwarz-Weiß-Rot mit goldener Perkussion. Dazu wird als Vollcouleur eine rote Mütze getragen. Die Füchse tragen das weiß-rote Fuchsenband.

## Geschichte
Am 28. November 1871 hat sich die „Akademische Gesellschaft Gemütlichkeit“ als studentische Verbindung mit dem Prinzip der unbedingten Genugtuung aufgetan. Es wurden die neuen deutschen Reichsfarben Schwarz-Weiß-Rot angenommen. Der Wahlspruch lautet seit der Gründung der „Gemütlichkeit“: Einer für Alle – Alle für Einen!
Die Verbindung erklärte sich am 15. November 1893 zur Freischlagenden Verbindung Germania. Von da an wurden die Farben öffentlich getragen. Durch die Beschlüsse des Altherren-Conventes (AHC) vom 3. November 1903 wurde die Verbindung zum Corps erklärt. Dieses trat am 15. Juli 1922 dem Weinheimer Senioren-Convent (WSC) bei.
Der damalige Altherrenvorstand des Corps Germania, Ökonomierat John C. Funch, richtete am 2. Januar 1904 an die Akademiedirektion den Antrag, die Akademie solle in Hochschule für Landwirtschaft umbenannt werden. Auch der Antrag auf das Promotionsrecht der Hochschule wurde 1918 von Funch gestellt. Beide Anträge wurden vom württembergischen König Wilhelm II genehmigt, am 24. Februar 1904 wurde die Umbenennung vollzogen und am 4. November 1918 das Promotionsrecht verliehen.
Das Bestreben des Corps Germania, an der Landwirtschaftlichen Hochschule Hohenheim eine breite Basis für die corpsstudentischen Ideen zu schaffen, führte zur Gründung des Corps Suevia Hohenheim am 25. August 1912. In Anlehnung an die Heidelberger Schwaben wurden die Farben schwarz-weiß-gelb mit gelber Mütze gewählt. Fuchsenfarben waren zuerst weiß-gelb, später schwarz-gelb. Der Wahlspruch lautete: Dem Freund das Herz, dem Feind die Stirn!
Die abnehmende Studentenzahl in Hohenheim Ende der 1920er Jahre (von 1000 auf 700; davon ein erheblicher Teil Gasthörer ohne Abitur) verschlechterte die Überlebensfähigkeit der damals bestehenden Verbindungen (14 Korporationen) erheblich. Auch der Convent des Corps Suevia beschloss am 28. Oktober 1930 die Auflösung (Suspension) des aktiven Corpsbetriebs und den Übertritt der Altherrenschaft zum Muttercorps Germania.
Am 27. Oktober 1935 musste, aufgrund der politischen Entscheidungen der nationalsozialistischen Herrschaft, auch der aktive Corpsbetrieb der Hohenheimer Germanen eingestellt werden. Das Germanenhaus wurde enteignet und bis zum Kriegsende von der studentischen Kameradschaft Florian Geyer benutzt.
Anlässlich der Neugründung der DLG (Deutsche Landwirtschafts-Gesellschaft) in Hohenheim am 18. September 1947 wurde auch der Verband Alter Hohenheimer Germanen wieder ins Leben gerufen.
Die im Dezember 1946 gegründete Akademische Verbindung Der Zirkel übernahm zu gleicher Zeit die Tradition des Corps Germania als Akademische Studentenverbindung Germania. Die Aktiven trugen von da an intern die schwarz-weiß-gelben Farben des 1930 suspendierten Corps Suevia. Die Angehörigen des Corps Suevia wurden gemäß der Gründungsbestimmung nach Suspendierung vom Corps Germania übernommen.
Mit dem Beitritt zur Weinheimer Corpsstudentischen Arbeitsgemeinschaft (WCA) am 20. April 1951 nannte sich die Studentenverbindung Germania auch offiziell wieder Corps. Laut Beschluss des Feierlichen Corps-Conventes (FCC) vom 5. Juli 1952 sind die alten Gründungsfarben von 1871 wieder für alle Corpsangehörigen angenommen und die Angehörigen des Corps Suevia zu Doppelbänderleuten erklärt worden. Bis heute tragen die Chargierten (Verantwortliche des aktiven Corps) sowie der Fuchsmajor zusätzlich zum Germanenband das Traditionsband der Suevia, was deren Identifikation bei Veranstaltungen des Corps erheblich erleichtert.
Seit 2015 wird ein Vorstellungsverhältnis mit dem Corps Alemannia Karlsruhe unterhalten. Zum Corps Donaria zu Freising-Weihenstephan wird zudem seit 50 Jahren eine enge Freundschaft gepflegt, ein offizielles Verhältnis besteht nicht.

## Corpshaus
Das Corpshaus wurde in den Jahren 1908 und 1909 geplant und erbaut, von dem Stuttgarter Architekten Ludwig Eisenlohr. Eisenlohr und seine Partner haben vor allem im Stuttgarter Raum über 100 Objekte realisiert, u. a. das Schiller-Nationalmuseum in Marbach. Eisenlohr hat sich auch mit einem Entwurf an der Ausschreibung des Reichstages in Berlin beteiligt. Er wählte für den Hausbau eine Mischung aus Strenge, klassizistischen Elementen und Elementen des Jugendstils. In einer Ausstellung über die Architektur von Verbindungshäusern im Jahr 1908 wurde dargestellt, dass man sich zu jener Zeit in einem Übergang von historisierender Bauweise zu einer Architektur der modernen Leichtigkeit befinde. Das Germanenhaus lässt dieses nachvollziehen. Im Bauantrag war die Rede von einem „Gesellschaftshaus“ mit einem relativ begrenzten Wohnbereich. So wurde und wird es seither genutzt.

## Bekannte Corpsmitglieder
In alphabetischer Reihenfolge
- Klaus Werner Eichhorn (1938–1994), Abteilungsleiter Phytopathologie in der Staatl. Lehr- und Versuchsanstalt Neustadt a. d. Weinstrasse; Professor für Biologie an der Universität Kaiserslautern; Rec. 1964
- Roland Graf von Faber-Castell (1905–1978), Fabrikant Faber-Castell für Schreibgeräte in Stein bei Nürnberg, Rec. Suevia 1926
- Gustav Fingerling (1876–1944), Agrikulturchemiker, Rec. 1900
- Peter G. Fuchß (* 1946), Agrarökonom, Weinbauexperte, Ministerialdirigent, Rec. 1968 EB
- John C. Funch (1852–1935), Geheimer Oekonomierat und Gutsbesitzer in Loy (Oldenburg); Mitbegründer der Studentenverbindung Gemütlichkeit 1871; Initiator bzw. Antragsteller des 1918 der Hochschule Hohenheim verliehenen Promotionsrechts zum Dr. agr.; mehr als 40 Jahre AH-Vorsitzender des Corps Germania Hohenheim
- Hans Geidel (1926–2020), Informatiker, Pionier der digitalen Agrarstatistik in Deutschland, EM
- Harry Hahn (1915–2003), Professor für Chemie, EM
- Friedrich W. Hehl (* 1937), Professor für theoretische Physik, EM
- Rolf Jördens (* 1946), Agrarwissenschaftler, Präsident des Bundessortenamtes, Rec. 1969
- Georg Keidel (1875–1957), Landwirt, Präsident des Verbandes der landwirtschaftlichen Genossenschaften in Baden, Rec. 1900
- Walter Keidel (1911–1997), Vorstandsvorsitzender der Zentral-Genossenschaft Raiffeisen Karlsruhe; Ehrensenator der Universität Hohenheim, Rec. 1935
- Helmut Kilpper (1919–1996), Vorstandssprecher der Südzucker Mannheim AG; Ehrensenator der Universität Hohenheim; Mitbegründer der Studentenverbindung Zirkel in Hohenheim, Rec. 1947
- Ulrich Koester (* 1938), Professor für Agrarökonomie, Rec. 1960
- Albrecht Köstlin (1905–1970), Institutsdirektor und Professor an der Bundesforschungsanstalt für Landwirtschaft in Braunschweig Völkenrode; Mitglied im Corpsausschuss nach der Rekonstitution, Rec. 1927
- Wolfgang Kraus (1931–2025), Professor für Organische Chemie an den Universitäten Tübingen und Hohenheim, EM
- Werner Lindenbein (1902–1987), Professor für Samenkunde, EM
- Hubert Luschka (1870–1927), Landesökonomierat, Generalsekretär des bayerischen Landwirtschaftsrates, Rec. 1890
- Friederich Maier-Bode (1868–1952), Landwirtschaftslehrer und landwirtschaftlicher Fachautor, Rec. 1890
- Hermann Mölbert (1916–1997), Direktor des Kuratorium für Technik und Bauwesen in der Landwirtschaft (KTBL) Darmstadt. Mitbegründer der Studentenverbindung Zirkel in Hohenheim, Rec. 1947
- Eugen Mühlschlegel (1861–1945), Landwirtschaftslehrer, Rec. 1883
- Adolf Münzinger (1876–1962), Professor und Rektor der Landwirtschaftlichen Hochschule / Universität Hohenheim, Rec. 1898
- Friedrich Wilhelm Nagel (1940–2024), Agrarwissenschaftler, Ökonom und Diplomat der Europäischen Union, Rec. 1965,
- Helmut Prassler (1923–1987), mehrere Legislaturperioden Mitglied des Deutschen Bundestags in Bonn; Fraktionsmitglied der CDU/CSU; * Präsident der Landesanstalt für Umweltschutz Baden-Württemberg in Karlsruhe, Rec. 1949.
- Ludwig Reiner (1937–2023), Professor für Pflanzenbau und Agrarinformatik, Rec. 1959
- Walter Erich Schäfer (1901–1981), Generalintendant der Stuttgarter Bühnen, Professor – Förderer von John Cranko (Tänzer und Choreograf), mit dem er die weltweite Anerkennung der „Stuttgarter Ballett Companie“ begründet hat, Rec. 1921
- Gottlieb Stengel (1897–1981), ehem. Mitglied der Kameradschaft Florian Geyer und langjähriger Direktor der Ackerbauschule Hohenheim, Rec. 1947
- Friedrich Wacker (1901–1979), Grünlandsoziologe, Rec. 1925
- Johann Wacker (1868–1934), Pflanzenbauwissenschaftler, Rec. 1890
- Teijiro Yamamoto (1870–1937), japanischer Unternehmer, Handels- und Landwirtschaftsminister in Japan, Rec. 1889

Anm.ː EB=Ehrenbursche, EM=Ehrenmitglied, EA=Ehrenvoller Austritt, Rec=Reception